# Art Workers’ Guild

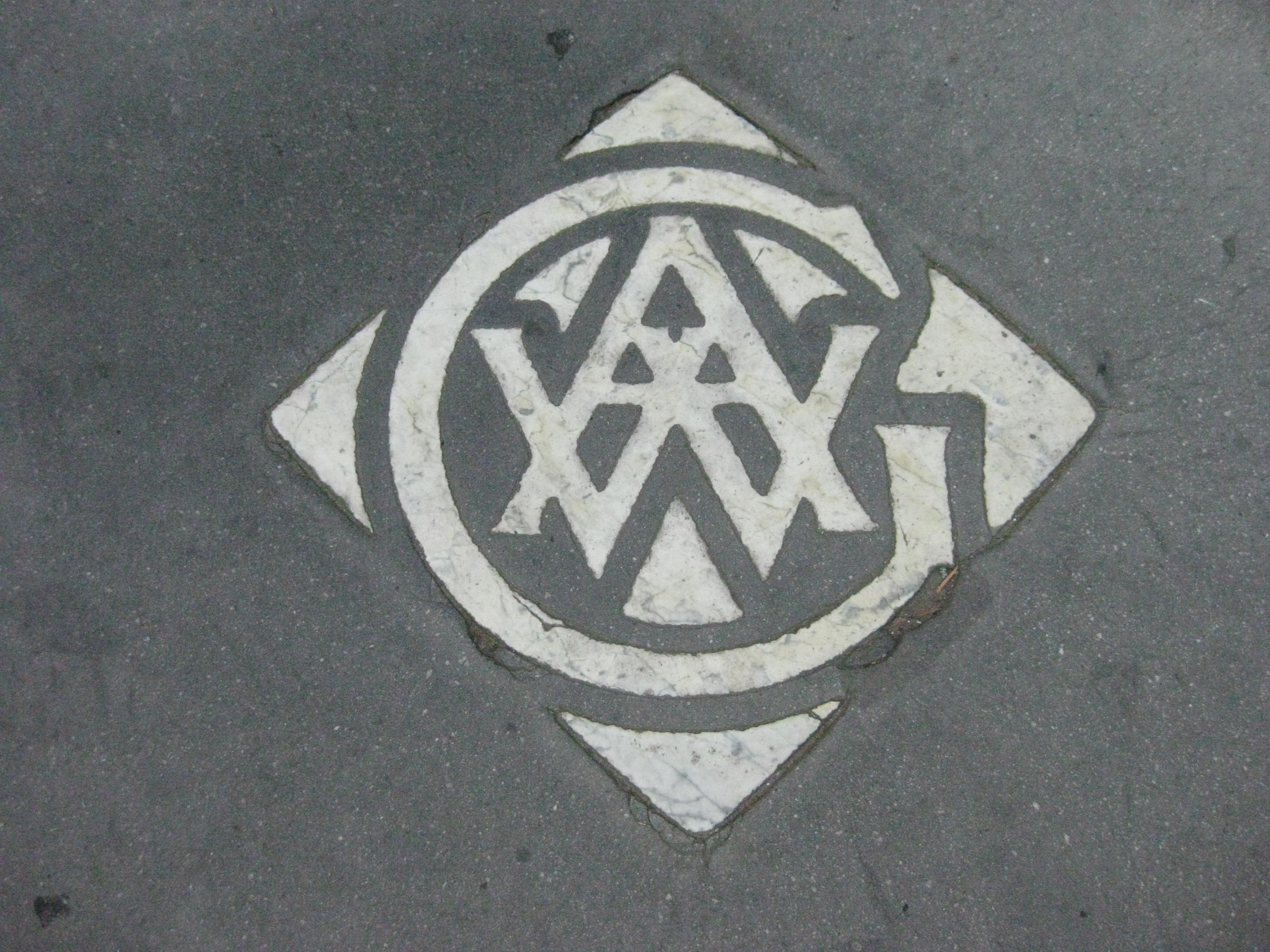
Art Workers’ Guild, Logo

Die 1884 in London gegründete Art Workers’ Guild ist eine britische Künstlervereinigung. Ihr Ziel ist es, die Zusammenarbeit zwischen bildender und angewandter Kunst zu fördern.

## Geschichte
Die Art Workers’ Guild wurde am 11. März 1884 von einer Gruppe junger Architekten und Designer, darunter William Richard Lethaby, Edward Prior, Ernest Newton, Mervyn Macartney und Gerald C. Horsley, gegründet. Sie waren Schüler des Architekten Richard Norman Shaw und gehörten der St George’s Art Society an. Weitere Gründungsmitglieder waren der Metallarbeiter W. A. S. Benson, der Designer Heywood Sumner, der Maler C. H. H. Macartney sowie die Bildhauer Hamo Thornycroft und Edward Onslow Ford. Die Gründung war eine Reaktion auf die Dominanz der Malerei in der Royal Academy of Arts und die Vernachlässigung anderer Kunstformen.
Die Gilde orientierte sich an mittelalterlichen Zünften. Ihre Mitglieder wurden als „Brothers“ bezeichnet und der Vorsitzende trug den Titel „Master“. Der erste „Master“ war der Bildhauer George Blackall Simonds. Bereits im Gründungsjahr zählte die Guild 56 Mitglieder. Die Art Workers’ Guild war eng mit der Arts-and-Crafts-Bewegung verbunden und setzte sich für die Gleichstellung aller Kunstformen ein. Sie betonte die Bedeutung des Handwerks und förderte die Zusammenarbeit zwischen den verschiedenen künstlerischen Disziplinen.
Der Sitz der Art Workers’ Guild befindet sich seit 1914 in einem georgianischen Stadthaus in Queen Square 6 im Londoner Stadtteil Bloomsbury. Der Architekt F. W. Troup erweiterte das Gebäude und fügte einen Versammlungssaal im Stil der Arts-and-Crafts-Bewegung hinzu. Im Jahr 2017 wurde der Innenhof des Gebäudes durch die Installation eines gläsernen Daches überdacht, das von SCHD Architects entworfen wurde. Dadurch entstand zusätzlicher Raum für Ausstellungen und Veranstaltungen.